# Tilmann Köppe
Tilmann Arndt Köppe (* 22. März 1977 in Hildesheim) ist ein deutscher germanistischer Literaturwissenschaftler.

## Leben
Von 1997 bis 2004 studierte er Germanistik, evangelische Theologie, Philosophie und Ästhetik in Göttingen und Southampton (2002 erstes Staatsexamen Deutsch, evangelische Religion; 2003 erstes Staatsexamen Philosophie; 2005 Master of Arts in Aesthetics, University of Southampton; 2007 Philosophische Doktorprüfung, Universität Göttingen: „Literatur und Erkenntnis. Studien zur kognitiven Signifikanz fiktionaler literarischer Werke“). Von 2004 bis 2007 war er Lehrbeauftragter am Seminar für Deutsche Philologie der Universität Göttingen und Mitarbeiter der Arbeitsstelle für Theorie der Literatur ebenda. Von 2001 bis 2003 und von 2005 bis 2007 war er Stipendiat der Studienstiftung des deutschen Volkes, 2003–2004 Stipendiat des DAAD. Von 2008 bis 2010 war er Junior Research Fellow der School of Language and Literature der Freiburg Institute for Advanced Studies. Von 2011 bis 2016 war er im Courant Research Centre Textstrukturen der Universität Göttingen tätig. Seit 2017 lehrt er als Professor für Analytische Literaturwissenschaft am Seminar für Deutsche Philologie der Universität Göttingen.

## Schriften (Auswahl)
- Literatur und Erkenntnis. Studien zur kognitiven Signifikanz fiktionaler literarischer Werke. Paderborn 2008, ISBN 978-3-89785-117-7.
- mit Simone Winko: Neuere Literaturtheorien. Eine Einführung. Stuttgart 2013, ISBN 3-476-02475-X.
- mit Tom Kindt: Erzähltheorie. Eine Einführung. Reclam (= 17683 Universal-Bibliothek), Stuttgart 2014, ISBN 3-15-017683-2.
- Erzählte Selbstrepräsentation im modernen Roman. Berlin 2016, ISBN 3-11-034837-3.